# Золотарёва, Анна Анатольевна
А́нна Анато́льевна Золотарёва (род. 3 июня 1978, Хабаровск) — русская поэтесса, переводчица.

## Биография
Анна Золотарёва родилась 3 июня 1978 года в Хабаровске. В двенадцатилетнем возрасте начала писать стихи.
Окончила психологический факультет Хабаровского государственного института искусств и культуры по специальности «психолог-социальный педагог». В 2003 году появилась первая крупная публикация подборки стихов в журнале «Октябрь». В 2004 году переехала в Москву и поступила в Литературный институт имени А. М. Горького, в котором училась два года.
Публиковала стихи в журналах «Дружба народов», «Новый мир», «Октябрь», «Футурум Арт» и др. Также выступает как переводчик поэзии. Замужем за поэтом Максимом Амелиным.

## Награды и премии
- Лонг-лист независимой литературной премии «Дебют» (2011)[2]
- Диплом Волошинского конкурса (2012)[4]
- Международная отметина имени отца русского футуризма Давида Бурлюка (2014)[5][4]
- Диплом «Лучшая книга года» поэтической премии «Московский счёт» (2014, за поэтическую книгу «Зрелище»)[4]

### Поэтические книги
- Золотарёва Анна, Круглова Елена. Бабыобе. — Хабаровск: Самиздат, 2001. — 20 экз.
- Золотарёва Анна, Круглова Елена. Избаб. — Хабаровск: Самиздат, 2004. — 20 экз.
- Золотарёва Анна. Зрелище: Книга стихов. — М.: ОГИ, 2013. — 71 с.

### Книги переводов
- Зелёная утка: Еврейские поэты первой половины XX века. Стихи для детей / Переводчик Анна Золотарёва; Художник Алёна Кудревич. — М.: ОГИ, Книжники, 2011. — 64 с. — ISBN 978-5-94282-540-9.